# Reyer Venezia Mestre
Reyer Venezia Mestre is een professionele mannenbasketbalclub uit Venetië, Italië die uitkomt in de Lega Basket Serie A.

## Geschiedenis

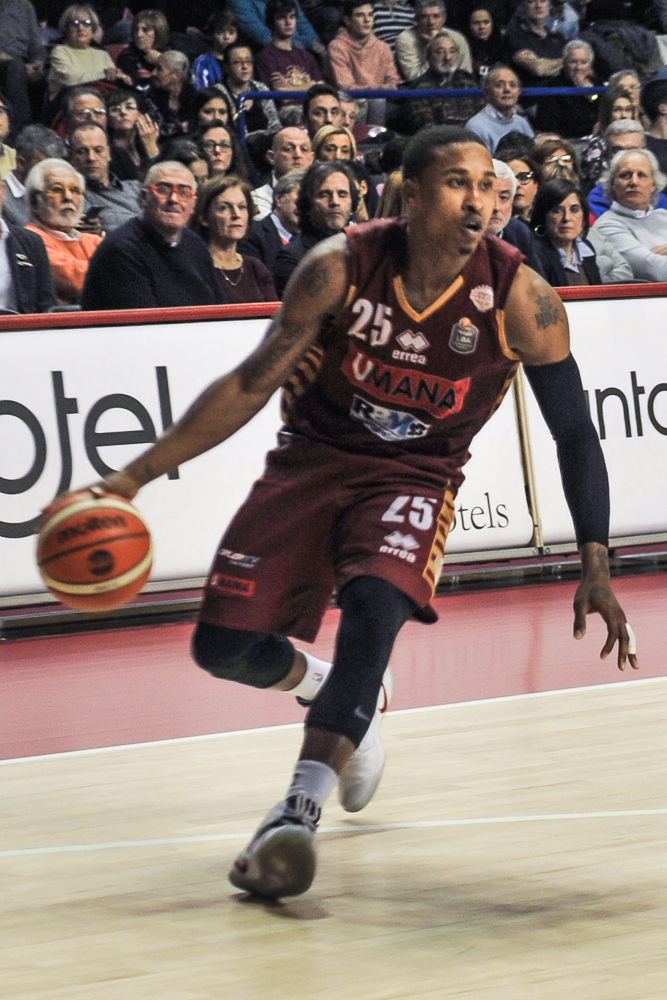
Tyrus McGee.

Reyer Venezia Mestre is opgericht in 1925 onder de naam Società Ginnastica Reyer Venezia. Ze werden vier keer Landskampioen van Italië in 1942, 1943, 2017 en 2019. Ze wonnen de Italiaanse beker één keer in 2020. Ze verloren de Italiaanse supercup twee keer in 2017 en 2019. In 1981 stond het team in de Korać Cup finale, maar ze verloren van Freixenet Joventut Badalona uit Spanje met 105-104 na verlenging. In 2018 stonden ze in de finale om de FIBA Europe Cup. Ze wonnen van Sidigas Scandone Avellino uit Italië met een totaalscore over twee wedstrijden met 158-148.

## Erelijst
- Landskampioen Italië: 4
  - Winnaar: 1942, 1943, 2017, 2019
  - Tweede: 1946

- Bekerwinnaar Italië: 1
  - Winnaar: 2020

- Supercupwinnaar Italië:
  - Runner-up: 2017, 2019

- Korać Cup:
  - Runner-up: 1981

- FIBA Europe Cup: 1
  - Winnaar: 2018

## Bekende (oud)-coaches
- Walter De Raffaele
- Neven Spahija

## Bekende (oud)-spelers
- Gabriele Vianello
- - Dražen Dalipagić
- - Ratko Radovanović
- Victor Sanders

## Sponsoren
- 1966-1970: Noalex Reyer Venezia
- 1970-1973: Splügen Reyer Venezia
- 1973-1980: Canon Reyer Venezia
- 1980-1984: Carrera Reyer Venezia
- 1984-1987: Giomo Reyer Venezia
- 1987-1990: Hitachi Reyer Venezia
- 1991-1993: Sciani Reyer Venezia
- 1993-1994: Acqua Lora Reyer Venezia
- 1994-1995: San Benedetto Reyer Venezia
- 1998-2001: Panto Reyer Venezia
- 2005-2006: Acqua Pia Antica Marcia Reyer Venezia
- 2006-heden: Umana Reyer Venezia